# 사건의 지평선

사건의 지평선(事件의地平線, 영어: event horizon 이벤트 호라이즌[*]) 또는 사상의 지평선(事象의地平線)이란 일반 상대성 이론에서, 그 내부에서 일어난 사건이 그 외부에 영향을 줄 수 없는 경계면이다. "선"이라고 부르지만 실제로 선은 아님에 주의 하라. 가장 흔한 예는 블랙홀의 바깥 경계 즉, 블랙홀 주위의 사상의 지평선이다. 외부에서는 물질이나 빛이 안쪽으로 빨려 들어갈 수 있지만, 내부에서는 블랙홀의 중력에 의한 붕괴속도가 탈출하려는 빛의 속도보다 커지므로 내부로 들어온 물질이나 빛은 사건의 지평선(이벤트 호라이즌)으로해서 외부로 빠져나갈 수 없게 된다.

## 정의
사건 지평선은 빛의 속도로 움직이는 입자가 시공간의 무한대로 탈출할 수 없는 구역의 경계이다. 구체적으로, 시공간 {\displaystyle M}의 등각 무한(영어: conformal infinity)은 다음과 같은 조각들로 나타내어진다.
- 시간꼴 미래 등각 무한 {\displaystyle i^{+}}
- 시간꼴 과거 등각 무한 {\displaystyle i^{-}}
- 영벡터 미래 등각 무한 {\displaystyle {\mathcal {I}}^{+}}
- 영벡터 과거 등각 무한 {\displaystyle {\mathcal {I}}^{-}}
- 공간 등각 무한 {\displaystyle i^{0}}

만약 시공간 {\displaystyle M}의 {\displaystyle {\mathcal {I}}^{\pm }} 및 {\displaystyle i^{0}}가 민코프스키 공간의 {\displaystyle {\mathcal {I}}^{\pm }} 및 {\displaystyle i^{0}}와 동형일 때, {\displaystyle M}을 점근적으로 평탄(영어: asymptotically flat)하다고 한다.:240 점근적으로 평탄한 시공간 {\displaystyle M}의 사건 지평선은 {\displaystyle {\mathcal {I}}^{+}}의 인과적 과거 {\displaystyle J^{-}({\mathcal {I}}^{+})}의 경계 {\displaystyle \partial J^{-}({\mathcal {I}}^{+})}이다.:240 사건 지평선에 의해 둘러싸인 영역을 블랙홀이라고 한다.

## 이벤트호라이즌 망원경
이벤트 호라이즌 망원경(Event Horizon Telescope)은 블랙홀의 주변을 관측하기 위해 여러 전파 망원경을 연결하여 하나의 큰 망원경 배열을 만드는 국제 협력 프로젝트이며 또는 그 망원경을 가리킨다.

## 같이 보기
- 슈바르츠실트 계량

## 참고 문헌
- Ashtekar, Abhay; Badri Krishnan (2004). “Isolated and dynamical horizons and their applications”. 《Living Reviews in Relativity》 (영어) 7: 10. arXiv:gr-qc/0407042. Bibcode:2004LRR.....7...10A. doi:10.12942/lrr-2004-10. ISSN 1433-8351.
- Booth, Ivan (2005년 11월). “Black hole boundaries”. 《Canadian Journal of Physics》 (영어) 83 (11): 1073–1099. arXiv:gr-qc/0508107. Bibcode:2005CaJPh..83.1073B. doi:10.1139/p05-063. ISSN 0008-4204.